# گنزه، اسماعیل‌لی
گنزه (به لاتین: Kənzə) یک منطقهٔ مسکونی در جمهوری آذربایجان است که در شهرستان اسماعیل‌لی واقع شده‌است. گنزه ۳ نفر جمعیت دارد. نام این روستا شکل دیگری از گنجه و مشتق از واژه فارسی گنج است.